# Миханюк Василь Миколайович
Васи́ль Микола́йович Миханю́к (нар. 20  січня 1968, с. Рідківці — пом. 5 травня 2015, Авдіївка) — старший сержант 95-ї окремої аеромобільної бригади Збройних сил України, учасник російсько-української війни.

## Життєпис
Народився 20 січня 1968 року в с. Рідківці, Новоселицький район, Чернівецька область, нині Україна.
Після строкової служби кілька років працював у міліції. Займався бізнесом, їздив за кордон на заробітки.
Учасник Майдану-2004 та Євромайдану. В часі війни — доброволець, рішення прийняв разом з родиною, мобілізований у січні 2015-го.
Стрілець-номер обслуги, 3-я рота 1-го батальйону, 95-а окрема аеромобільна бригада.
5 травня 2015-го загинув поблизу Авдіївки — БТР підірвався на фугасі, закладеному терористами. Тоді ж загинули солдати Микола Мартинюк, Олександр Щуров та Ярослав Мялкін.
Вдома лишилися хвора мама, дружина, 15-річна донька, четверо братів та двоє сестер. Похований 10 травня 2015-го в Рідківцях.

## Нагороди
За особисту мужність і героїзм, виявлені у захисті державного суверенітету та територіальної цілісності України, вірність військовій присязі під час російсько-української війни, відзначений — нагороджений
- 27 червня 2015 року — орденом «За мужність» III ступеня.